# Ribemont
Ribemont is een gemeente in het Franse departement Aisne (regio Hauts-de-France). De plaats maakt deel uit van het arrondissement Saint-Quentin. Ribemont telde op 1 januari 2022 1.909 inwoners.

## Geografie
De oppervlakte van Ribemont bedroeg op 1 januari 2022 26,91 vierkante kilometer; de bevolkingsdichtheid was toen 70,9 inwoners per km².
De onderstaande kaart toont de ligging van Ribemont met de belangrijkste infrastructuur en aangrenzende gemeenten.

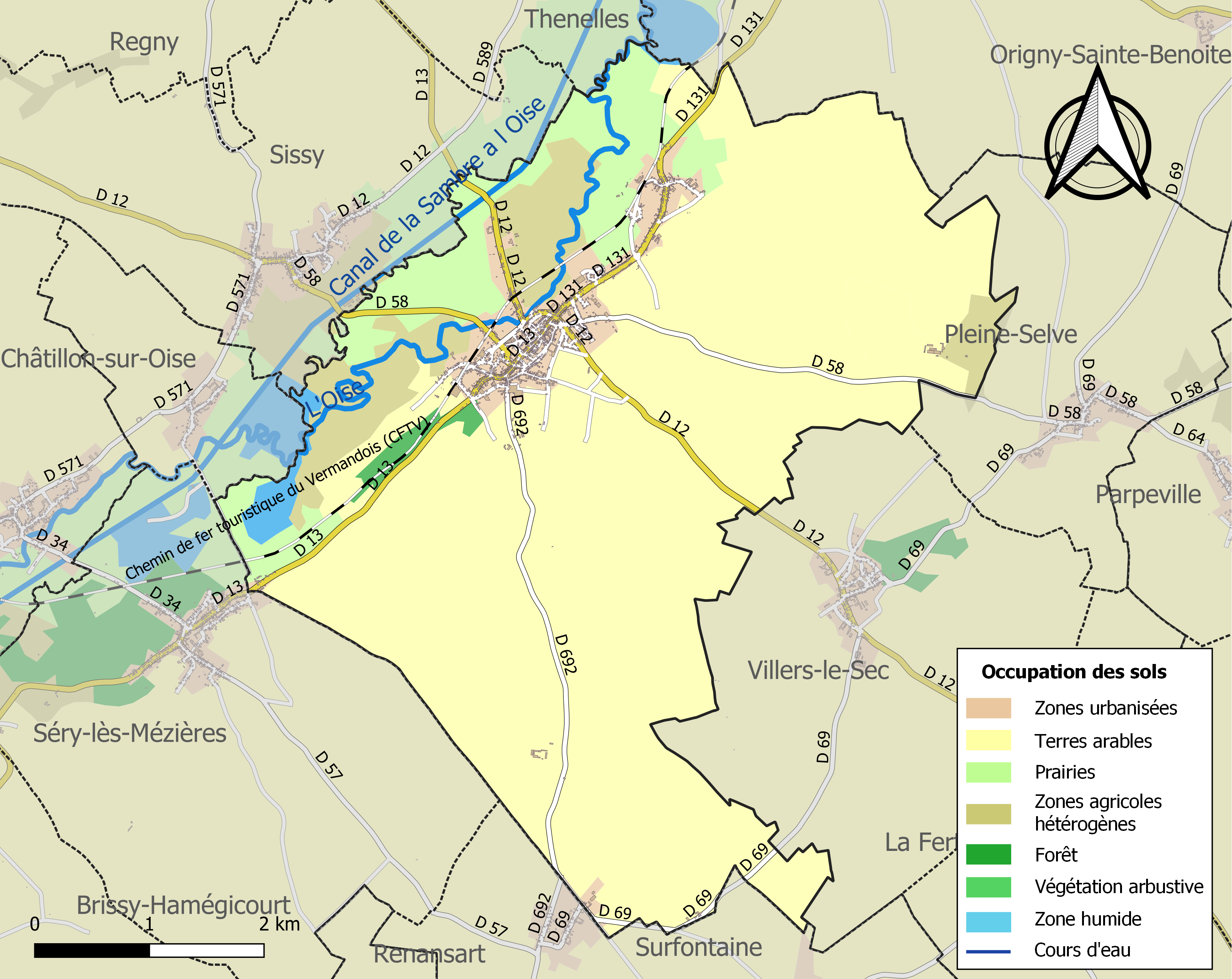

## Geschiedenis
In 880 werd hier het Verdrag van Ribemont getekend tussen de Duitse koning Lodewijk de Jonge en de koningen van Frankrijk Lodewijk III en Karloman van Frankrijk. Een tweede verdrag werd hier op 2 mei 1179 tussen de nakomelingen van de hertog Mattheus I van Lotharingen ondertekend.

## Demografie
Onderstaande figuur toont het verloop van het inwonertal (bron: INSEE-tellingen).
Vanwege een beveiligingsprobleem met de MediaWiki Graph-software is het momenteel niet mogelijk deze grafiek weer te geven. Zodra de software is bijgewerkt zal de grafiek vanzelf weer zichtbaar worden.

## Geboren in Ribemont
- Nicolas de Condorcet (1743-1794), filosoof, politiek denker en activist en wiskundige